# ناصر سنجاق
ناصر سنجاق (2 يوليو 1953 باريس) لاعب كرة قدم سابق مدرب أشرف على العارضة الفنية لمولودية بجاية.

## المشوار الرياضي
لعب ناصر في نادي رومنافيل لكرة القدم في فرنسا في منصبي لاعب وسط ومهاجم. درب عدة فرق في فرنسا والجزائر منها أولمبيك نوزي لوساك [الإنجليزية] وشبيبة القبائل.
```
تولى العارضة الفنية 
لمولودية بجاية
 في يونيو 2016،
[
2
]
 قبل أن يتركها في سنة 2017.
[
3
]
كان لسنجاق تجربة قصيرة كمدرب 
لنادي شباب الريف الحسيمي
 المغربي طيلة الأسابيع الأخيرة من 
الدوري المغربي لكرة القدم 2017–18
.
[
4
]
```

كما أشرف على تدريب المنتخب الجزائري سنة 2000. وشارك معه في كأس الأمم الأفريقية 2000 وحقق المرتبة السادسة بعد إقصائه في دور ربع النهائي.
ملخص المشوار كمدرب
- 1994-ديسمبر. 1999 : أولمبيك نوازي لو سيك [الفرنسية]‏  فرنسا
- يناير.2000-أبريل. 2000 : منتخب الجزائر لكرة القدم
- 2000-2003 : أولمبيك نوازي لو سيك [الفرنسية]‏  فرنسا
- 2003-نوفمبر. 2003 : شبيبة القبائل  الجزائر
- نوفمبر. 2003-ديسمبر. 2008 : أولمبيك نوازي لو سيك [الفرنسية]‏  فرنسا
- نوفمبر. 2012-أبريل. 2013 : شبيبة القبائل  الجزائر
- 2013-أكتوبر. 2015 : أولمبيك نوازي لو سيك [الفرنسية]‏  فرنسا
- 2016-نوفمبر. 2016 : مولودية بجاية  الجزائر

## روابط خارجية
- ناصر سنجاق على موقع قاعدة بيانات كرة القدم.إي يو (الإنجليزية)